# Nebelschildkäfer

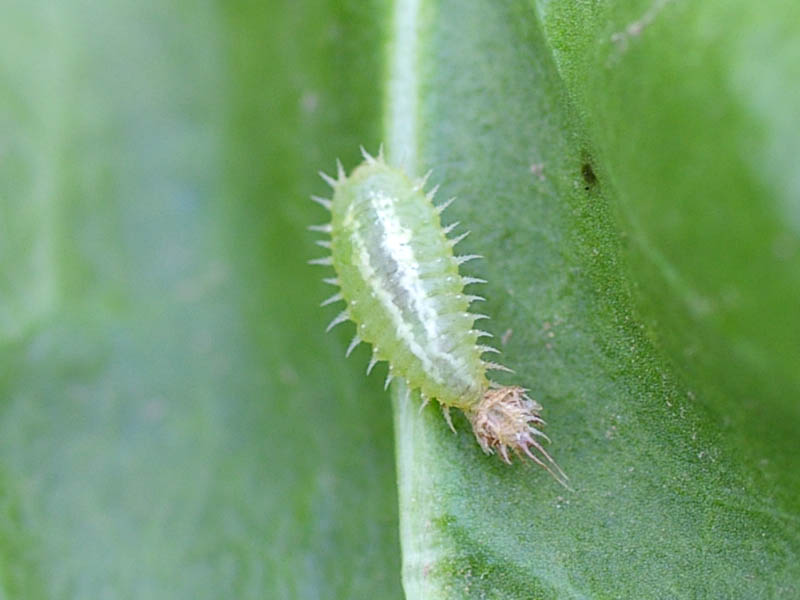
Larve auf einem Rübenblatt

Der Nebelschildkäfer (Cassida nebulosa) ist ein Käfer aus der Familie der Blattkäfer (Chrysomelidae).

## Merkmale
Die Käfer erreichen eine Körperlänge von sechs bis sieben Millimetern. Ihr Körper hat eine gelbbraune Grundfarbe und ist mit zahlreichen schwarzen Flecken auf den Deckflügeln gemustert. Die Oberfläche der Deckflügel trägt Längsreihen großer Punkte, deren Zwischenräume schmäler sind als die Punktreihen. Lediglich der zweite ist breiter und tritt deutlicher hervor als die übrigen. Um die Basis der Deckflügel verläuft ein schmaler, eingekerbter, schwarz gefärbter Saum, der nach außen angrenzende Seitensaum der Flügeldecken ist in der Mitte des Körpers am breitesten. Der Halsschild ist grob und dicht punktiert, die Zwischenräume sind granuliert. Die Unterseite des Körpers ist schwarz, lediglich die Ränder der Hinterleibssegmente weisen eine gelbliche Farbe auf. Die Fühler sind basal gelbbraun gefärbt und verdunkeln zur Spitze hin. Die Klauen sind länger als das dritte Glied der Tarsen.

## Vorkommen und Lebensweise
Die Tiere kommen fast in der gesamten Paläarktis vor, in Europa im Norden bis in den Süden Norwegens, in Zentralschweden und in Zentralfinnland, in England sind sie selten. Die Art wurde in Nordamerika durch den Menschen eingeschleppt. Man findet die Nebelschildkäfer häufig auf Fuchsschwanzgewächsen, auf deren Blattunterseiten die Weibchen im Frühling ihre Gelege zu 5 bis 15 Eiern ablegen. Das Gelege wird mit einem Sekret überzogen. Die Larven können auf jungen Rübenkulturen als Schädlinge auftreten. Die Überwinterung erfolgt als Imago im Bodenstreu.